# ادواردو پونتی
ادواردو پونتی یک کارگردان، نویسنده، بازیگر و تهیه‌کننده اهل ژنو و ایتالیایی تبار است. او پسر بازیگر معروف سوفیا لورن و کارلو پونتی تهیه‌کننده‌ مشهور است. از نمونه کارهای او می‌توان به کارگردانی فیلم در میان غریبه‌ها و بازی در فیلم دختری از ناگاساکی اشاره کرد. جدیدترین ساخته‌ی او اقتباسی است از رمان زندگی در پیش‌رو اثر رومن گاری که محصول نتفلیکس بوده و در سال ۲۰۲۰ منتشر شده است.

## گزیدهٔ فیلم‌شناسی
- زندگی پیش‌رو (۲۰۲۰)
- دختری از ناگاساکی (۲۰۱۳)
- شفق قطبی (۱۹۸۴)